# Victoria-Palast

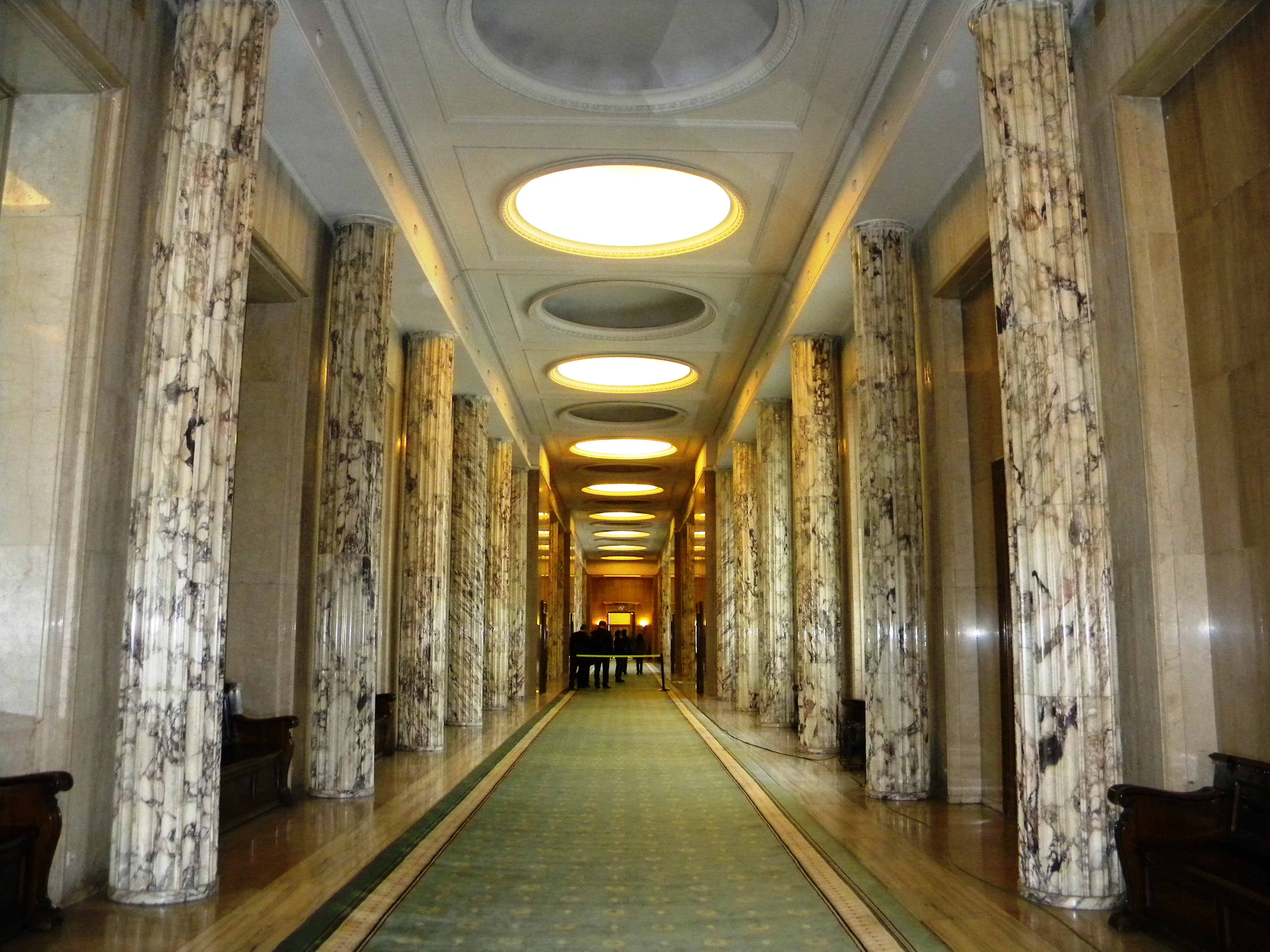
Gang im Inneren

Der Victoria-Palast (rumänisch Palatul Victoria) am – namengebenden – Siegesplatz (Piața Victoriei) in Bukarest ist der Regierungssitz Rumäniens. Das Gebäude wurde von 1937 bis 1944 nach Plänen von Duiliu Marcu (1885–1966) erbaut und nach Kriegsschäden bis 1952 leicht vereinfacht wiederhergestellt. In der kommunistischen Ära beherbergte es den Ministerrat und das Außenministerium. 1990 wurde es Sitz der ersten postkommunistischen Regierung.
Marcu konzipierte den Palast in den Formen des reduzierten Klassizismus der Zwischenkriegszeit als Teil einer mehrere Repräsentationsbauten umfassenden Stadtplanung. Das Gebäude besteht aus einem langen Nord-Süd-Flügel mit Schaufassade zum Siegesplatz und drei rechtwinklig nach Osten abzweigenden Nebenflügeln. Es war ursprünglich mit Carrara-Marmor und figürlichen Relief-Paneelen verkleidet, die nach dem Krieg durch eine Travertinverkleidung ersetzt wurden.